# Cuatlapanga
El Cuatlapanga es un cerro de origen volcánico de 2899 metros sobre el nivel del mar, ubicado en el estado mexicano de Tlaxcala, entre los municipios de San José Teacalco y San Antonio Cuaxomulco. Está en las faldas de la Malinche o Matlalcueye, principal elevación del estado de Tlaxcala. En este lugar nacen diversos tipos de árboles, como lo es el ocote chino, el pino blanco, el encino quiebrahacha, el encino laurelillo, el madroño y el sabino.
Se le suele atribuir el significado de "cabeza partida" (por el náhuatl cuaitl, cabeza, y tlapanca, rebanada; literalmente "rebanada de cabeza"). También se conoce como "el cerro del rostro", ya que se puede observar en su contorno la figura de un rostro que grita.
En 2009, un incendio devastó gran parte del bosque de pino-encino que cubría el Cuatlapanga. A raíz de eso, y después de esfuerzos para su reforestación, se ha emitido una prohibición para la tala en las comunidades adyacentes.
La ruta normal de ascenso empieza en la Calle Guadalupe, en Cuaxomulco. Puede realizarse en una hora y permite un desnivel de unos 350 metros. El pueblo de Cuaxomulco ha construido catorce pequeñas capillas que acompañan el sendero hasta llegar a la cima, donde se encuentra un altar dedicado a Cristo Rey.